# Екотехнологія
Екотехнологія (не слід плутати з екотехнікою) — прикладна наука, метою якої є задовольнити потреби людини, але в той же час завдавати мінімальної шкоди навколишньому середовищу, використовуючи природні ресурси. Екотехнологія об'єднує дві галузі вивчення: «екологію]техніки» і «техніку екології», що потребує розуміння структур і процесів екосистем і суспільства. Будь-яка стійка інженерія, яка може зменшити шкоду екосистемам, прийняти екологію як фундаментальну основу і забезпечити збереження біорізноманіття та сталого розвитку, може розглядатися як форма екотехнології.
Екотехнологія розглядає ці проблеми з глобальної точки зору. Наприклад, відновлення річок повинно розглядатись не тільки в одній області. Краще проаналізувати всю зону водосховища, яка включає в себе ділянки вгору за течією, середнього потоку і нижче за течією.
Будівництво може зменшити свій вплив на природу шляхом консультацій з експертами з навколишнього середовища.
Сталий розвиток вимагає впровадження екологічно чистих технологій, які ефективні і пристосовані до місцевих умов. Екотехнологія дозволяє покращити економічні показники при найменшій шкоді для навколишнього середовища шляхом:
- підвищення ефективності при виборі та використанні матеріалів і джерел енергії;
- контролю впливу на екосистеми;
- розвитку та постійного вдосконалення процесів очищення та продуктів;
- еко-маркетингу;
- впровадження системи екологічного управління у виробництві і сфері послуг;
- розробки заходів для підвищення проінформованості населення щодо необхідності захисту навколишнього середовища і сприяння сталому розвитку.

Під час «Екотехніки'95» — Міжнародного симпозіуму з екологічної інженерії в Естерсунді (Швеція), учасники погодилися з визначенням: «Екотехнологія — це метод проектування майбутніх суспільств в рамках екології».